# Ernst Marx
Ernst Marx (Mannheim, le 16 mai 1865 - New York, le 14 mars 1949) est un historien allemand de confession juive.
Il a été professeur d'histoire et directeur de bibliothèque à l'Université de Stuttgart, alors appelée Technische Hochschule. À la suite de l'arrivée des national-socialistes dans l'université en 1933, il prend sa retraite la même année. Il émigre par la suite aux États-Unis en 1934.

## Œuvres
- Die Anfänge des niederländischen Aufstandes(1555-1564), 1896
- Studien zur Geschichte des niederländischen Aufstandes, 1902.
- Bismarck und die Hohenzollernkandidatur in Spanien, 1911
- Einige Randglossen zum 12. Und 13. Juli 1870, 1912